# Volta a Cataluña 1955
La Volta a Cataluña 1955 fue la 35ª edición de la Volta a Cataluña. Se disputó en 11 etapas del 3 al 11 de septiembre de 1955 con un total de 1.447 km. El vencedor final fue el español José Gómez del Moral.

## Recorrido
El recorrido de esta edición presentó las mismas etapas que el edición precedente, y se vuelven a hacer una etapa con doble sector. Se disputa una contrarreloj individual en el segundo sector de la séptima etapa, entre Vinaroz y Tortosa. Para la quinta etapa se organiza una auténtica etapa reina de montaña, entre Perpiñán y Escaldes, con el paso por los puertos de Montlluís, Puymorens y la Envalira. 95 son los ciclistas inscritos para tomar la salida, 75 españoles y 20 extranjeros.

## Etapas
| Etapa | Fecha            | Ciudades de etapa                                  | km    | Vencedor de la etapa  | Líder de la general  |
| ----- | ---------------- | -------------------------------------------------- | ----- | --------------------- | -------------------- |
| 1.ª   | 3 de septiembre  | Sabadell - Tibidabo (Barcelona)                    | 100,0 | Alfredo Esmatges      | Alfredo Esmatges     |
| 2.ª   | 4 de septiembre  | Montjuic - Montjuic                                | 46,0  | Gabriel Company       | Gabriel Company      |
| 3.ª   | 4 de septiembre  | Barcelona - Mataró                                 | 100,0 | Vicente Iturat        | Vicente Iturat       |
| 4.ª   | 5 de septiembre  | Mataró - Perpiñán                                  | 177,0 | José Mateo Gil        | Francisco Moreno     |
| 5.ª   | 6 de septiembre  | Perpiñán - Las Escaldas-Engordany                  | 172,0 | Miguel Pacheco        | José Gómez del Moral |
| 6.ª   | 7 de septiembre  | Las Escaldas-Engordany - Valls                     | 209,0 | Jesús Loroño          | José Gómez del Moral |
| 7.ª A | 8 de septiembre  | Valls - Vinaroz                                    | 156,0 | Miguel Gual           | José Gómez del Moral |
| 7.ª B | 8 de septiembre  | Vinaroz - Tortosa (CRI)                            | 50,0  | Federico M.Bahamontes | José Gómez del Moral |
| 8.ª   | 9 de septiembre  | Tortosa - Reus                                     | 131,0 | Jesús Loroño          | José Gómez del Moral |
| 9.ª   | 10 de septiembre | Reus - Villanueva y Geltrú                         | 112,0 | Salvador Botella      | José Gómez del Moral |
| 10.ª  | 10 de septiembre | Aut. Terramar - Aut. Terramar (San Pedro de Ribas) | 60,0  | Franco Giacchero      | José Gómez del Moral |
| 11.ª  | 11 de septiembre | Villanueva y Geltrú - Barcelona                    | 113,0 | Federico M.Bahamontes | José Gómez del Moral |

### 1.ª etapa[2]
03-09-1955: Sabadell - Barcelona. 100,0 km
|   | Ciclista                   | Equipo      | Tiempo     |
| - | -------------------------- | ----------- | ---------- |
| 1 | Alfredo Esmatges           | PC Nicky's  | 2h 37' 35" |
| 2 | Gabriel Company            | Minaco      | m. t.      |
| 3 | Federico Martín Bahamontes | Peña Solera | m. t.      |

|   | Ciclista                   | Equip       | Temps      |
| - | -------------------------- | ----------- | ---------- |
| 1 | Alfredo Esmatges           | PC Nicky's  | 2h 37' 35" |
| 2 | Gabriel Company            | Minaco      | m. t.      |
| 3 | Federico Martín Bahamontes | Peña Solera | m. t.      |

### 2.ª etapa[3]
04-09-1955:  Barcelona - Barcelona. 46,0 km